# SGI Onyx

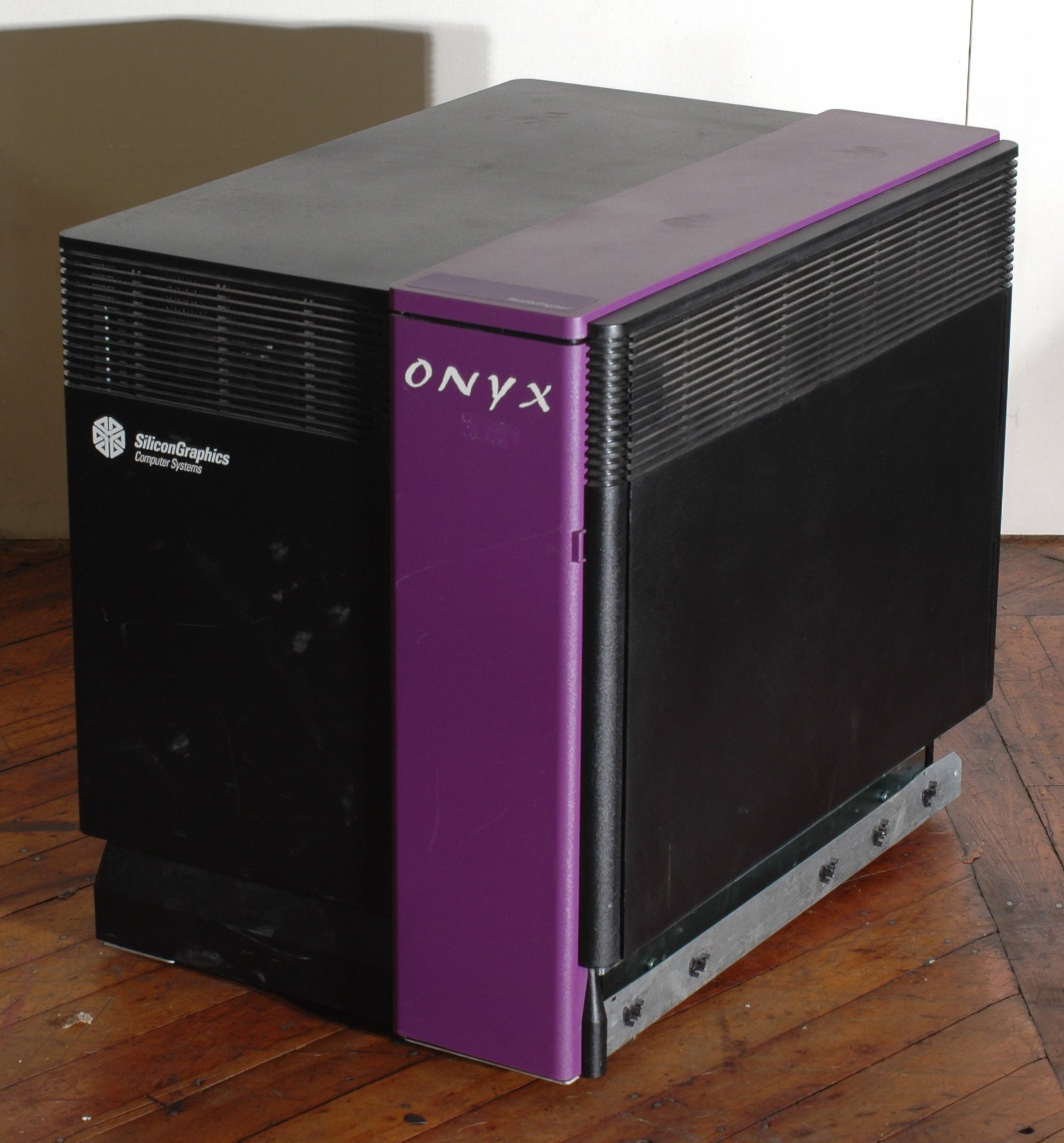
Deskside Onyx.

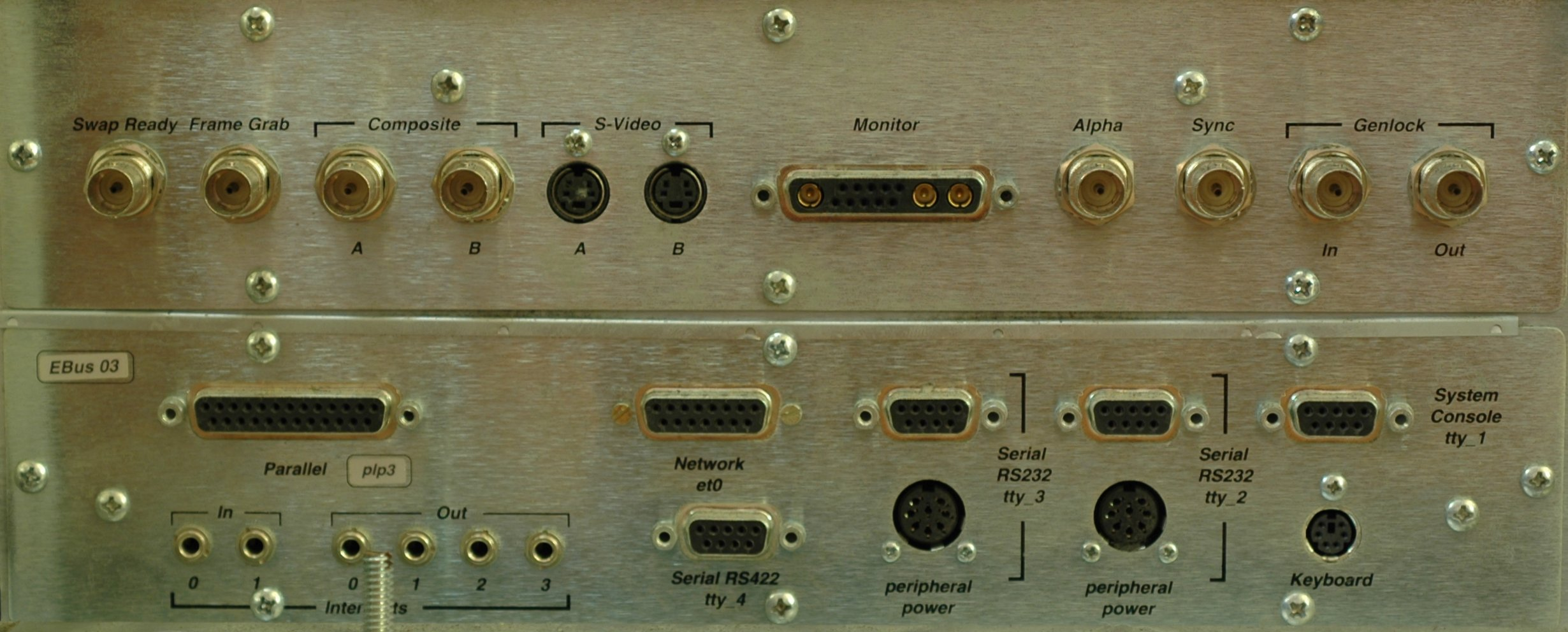
Onyx IO Ports.

SGI Onyx（エスジーアイ オニキス）は、シリコングラフィックス社が1993年に発売したワークステーション。デスクサイド型とラックマウント型があり、コードネームはEveready (デスクサイド型)、Terminator (ラックマウント型)。

## 概要
基本アーキテクチャはSGI Challengeというサーバ用システムに基づいていたが、Onyxは主にコンピュータグラフィックス制作用に使われることを想定していた。
OSは、BSD拡張機能を備えたUNIX System VベースのOS・IRIX。
Onyxは1995年、NINTENDO 64のソフトウェア開発キットとして採用されたが、当時としては最先端の技術のため、開発キットがUS$100,000からUS$250,000 という、競合機であるセガサターンやPlayStationの開発キットと比較してあまりにも高すぎる価格設定でも話題を呼んだ。
1996年に次世代機のOnyx2が発表され、1999年5月31日に販売を終了した。

## CPU

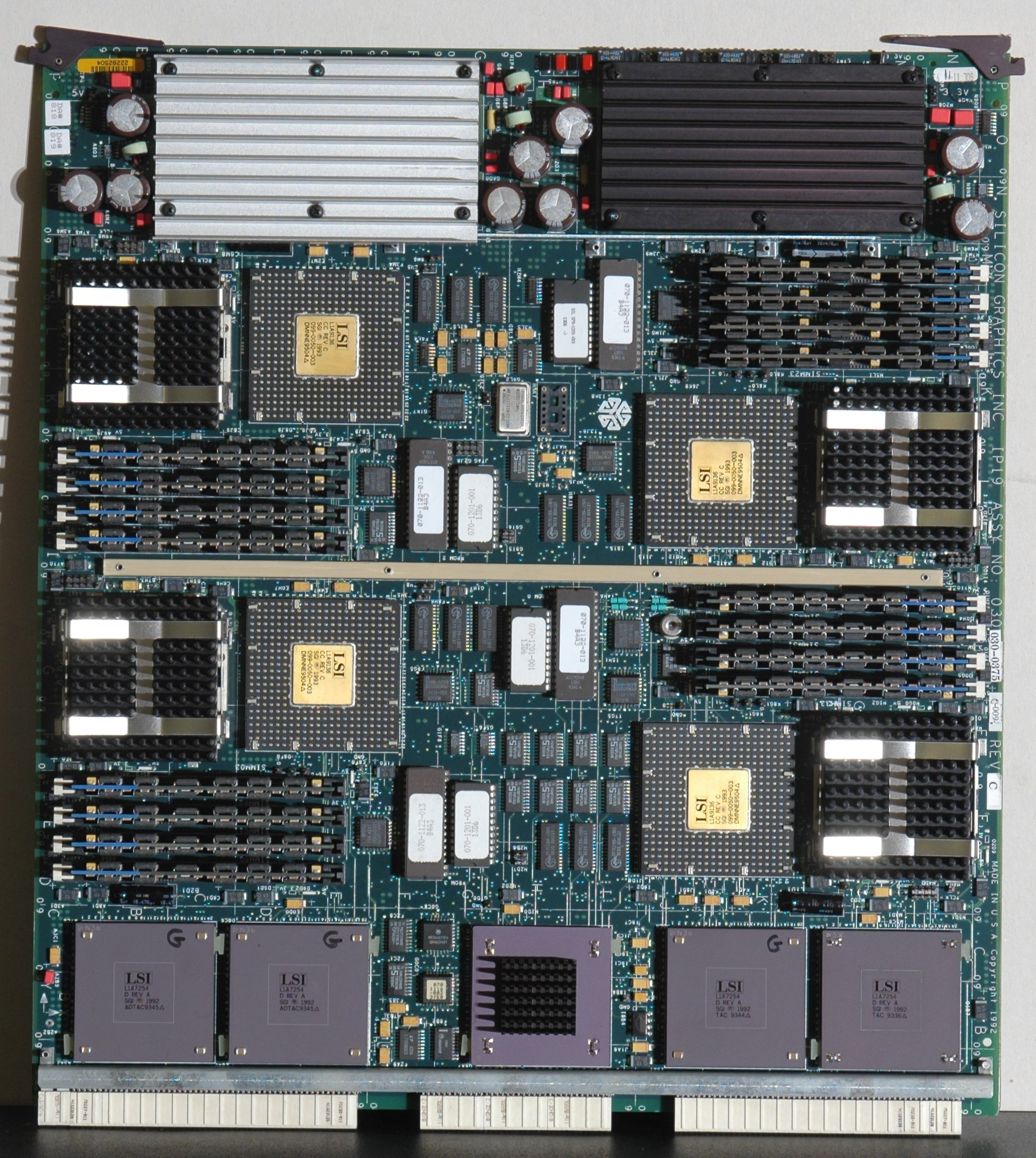
IP19 with quad R4400s.

OnyxのCPUボードは、デスクサイド型は1つだけ搭載可能で、ラックマウント型は6つまで搭載可能。初期のモデルではIP19 CPUボードに1つ、2つ、または4つのMIPS R4400マイクロプロセッサーを搭載しており、初期は100-150 MHz、後期は200-250 MHzに増強された。後期モデルでは、IP21 CPUに1つまたは2つのR8000マイクロプロセッサーを搭載し、周波数は75-90 MHzで、これをPOWER Onyxと称した。最終モデルでは、IP25 CPUボードに1つ、2つ、4つのR10000マイクロプロセッサーを搭載し、周波数は195 MHzだった。

## グラフィックスサブシステム
初期のOnyxはグラフィックスサブシステムとして、 RealityEngine2 または VTX を搭載していた。後期（1995年から）はInfiniteRealityを搭載した。

### RealityEngine2
RealityEngine2はOnyxの初期のグラフィックスサブシステムで、2つのモデルがあった。デスクサイドモデルは12のGE (Geometry Engine)を搭載したGE12ボードを搭載し、 RM4 boardsとDG4 boardを4つまで搭載可能。ラックマウントタイプはRM4またはRM5ボードを搭載可能な以外はデスクサイドモデルと同じである。

#### VTX
VTXグラフィックスサブシステムはRealityEngine2の廉価版バージョンで、ハード的には同じだがアップグレードできない。6つのGE (Geometry Engine)プロセッサを搭載したGE10 board に、RM4 boardとDG2 boardを1つしか搭載できない。

### InfiniteReality
InfiniteRealityは1996年に発表された、RealityEngine2の後継となるハイエンド用グラフィックサブシステムである。2つのモデルがあり、デスクサイドモデルはGE12 boardと GE11 geometry enginesに、1つまたは2つのRM6 boardとDG4 boardを搭載可能。ラックマウントモデルは4つまでのRM6 boardを搭載可能。